# Vladimir Morozov (pattinatore)
Vladimir Evgen'evič Morozov (in russo Владимир Евгеньевич Морозов?; Potsdam, 1º novembre 1992) è un ex pattinatore artistico su ghiaccio russo, medaglia d'argento nella gara a squadre alle Olimpiadi di Pyeongchang 2018 in coppia con Evgenija Tarasova. Ha vinto inoltre tre medaglie ai campionati mondiali, due argenti e un bronzo, ed è stato due volte campione europeo (nel 2017 e 2018), oltre ad avere vinto pure due medaglie d'argento e altrettanti bronzi continentali in coppia sempre con Tarasova, insieme alla quale si è pure aggiudicato la finale del Grand Prix 2016-17.

## Biografia
Nato in Germania, Morozov ha iniziato a pattinare all'età di 6 anni a Mosca e dal 2007 ha iniziato a gareggiare, a livello giovanile, in coppia con la compagna Irina Moiseeva. Successivamente si è unito a Ekaterina Krutskikh con cui, nel 2011, ha disputato il suo primo Grand Prix juniores.
A partire dalla stagione 2012-13 compete insieme alla nuova compagna Evgenija Tarasova; già vincitori di una medaglia d'argento ai Mondiali juniores, i due partecipano ai loro primi campionati europei ottenendo il terzo posto a Stoccolma 2015. Dopo avere vinto la finale del Grand Prix 2016-17, la coppia si è aggiudicata per la prima volta il titolo europeo a Ostrava 2017 e lo stesso anno ha vinto anche il bronzo ai campionati mondiali.
Morozov e Tarasova si confermano campioni europei a Mosca 2018; prendono poi parte alle Olimpiadi di Pyeongchang 2018 contribuendo al secondo posto ottenuto dalla rappresentativa di atleti russi, piazzandosi primi nel programma corto della gara a squadre. Mancano il podio olimpico nel pattinaggio a coppie classificandosi quarti con 224.93 punti, dietro la coppia canadese medaglia di bronzo formata da Meagan Duhamel ed Eric Radford (230.15 punti). Si rifanno vincendo la medaglia d'argento ai Mondiali di Milano 2018, dietro i campioni olimpici Aljona Savchenko e Bruno Massot.
Dopo avere vinto due titoli europei consecutivi, ai campionati di Minsk 2019 Morozov e Tarasova devono accontentarsi del secondo posto, venendo superati dalla coppia francese formata da Vanessa James e Morgan Ciprès. Ai Mondiali di Saitama 2019 terminano il programma corto al primo posto, ma dopo il programma libero vengono relegati in seconda posizione dai cinesi Sui Wenjing e Han Cong.
Ha annunciato il ritiro dall'attività agonistica il 13 novembre 2023.

## Programmi
(con Tarasova)
| Stagione  | Programma corto                                                 | Programma libero                                                                                         | Esibizioni                                                  |
| --------- | --------------------------------------------------------------- | --- | ----------------------------------------------------------- |
| 2019-2020 | - Boléro di Maurice Ravel                                       | - Ti amo di Umberto Tozzi                                                                                |                                                             |
| 2018-2019 | - I Got You (I Feel Good) di James Brown                        | - The Winter di Balmorhea                                                                                | - Nobody Home eseguita dalla London Philharmonic Orchestra  |
| 2017-2018 | - Concerto per pianoforte n. 2 di Sergej Vasil'evič Rachmaninov | - Candyman di Christina Aguilera                                                                         | - Ordinary People di John Legend                            |
| 2016-2017 | - Glam (Electro Swing Remix) di Dimie Cat                       | - Music di John Miles                                                                                    | - Ordinary People di John Legend                            |
| 2015-2016 | - Lord of the Dance - Warriors di Ronan Hardiman                | - Notturno op. 9 n. 2 - Preludio op. 28 n. 4 - Studio op. 10 n. 12 di Fryderyk Chopin                    | - I Guess I Loved You di Lara Fabian                        |
| 2014-2015 | - Sarabande Suite (Aeternae) di Globus                          | - Hello di Lionel Richie eseguita dalla London Symphony Orchestra                                        | - I Guess I Loved You di Lara Fabian                        |
| 2013-2014 | - El Tango de Roxanne dal film Moulin Rouge!                    | - Aria di Johann Sebastian Bach - Le quattro stagioni di Antonio Vivaldi - Aria di Johann Sebastian Bach | - How Invigorating are the Evenings in Russia di Belyi Orel |
| 2012-2013 | - Liquidation (colonna sonora)                                  | - Il fantasma dell'opera sul ghiaccio di Roberto Danova                                                  | - Il fantasma dell'opera sul ghiaccio di Roberto Danova     |

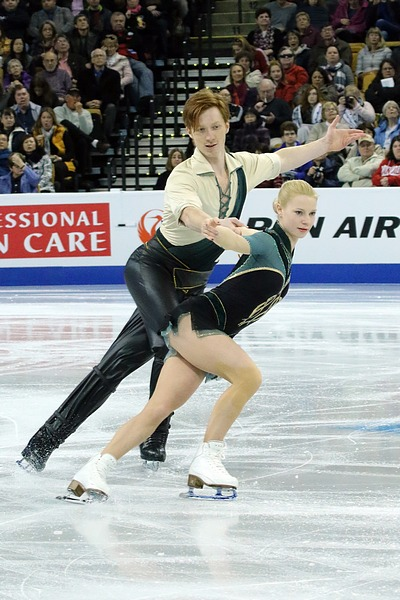
Morozov con Tarasova durante i Mondiali di Boston 2016

## Palmarès

### Con Tarasova
| Giochi olimpici invernali |    |    |    |    |             | 4º |    |    |    | 2º |    |
| Campionati mondiali |    |    | 6º | 5º | 3º          | 2º | 2º | C  | 4° |    |    |
| Campionati europei |    |    | 3º | 3º | 1º          | 1º | 2º | 2º | C  | 2º |    |
| GP Finale |    |    |    |    | 1º          | 5º | 3º |    |    | C  |    |
| GP Rostelecom Cup |    |    | 2º |    |             | 1º | 1º | 2º |    |    |    |
| GP NHK Trophy |    |    |    |    |             |    |    |    |    | 2º |    |
| GP Skate America |    |    |    |    | 3º          |    | 1º |    | R  | 1º |    |
| GP Skate Canada |    |    | 3º | 2º |             |    |    | 3º |    |    |    |
| GP Trophée de France |    |    |    | 7º | 2º          | 1º |    |    |    |    |    |
| CS Finlandia Trophy |    |    |    |    |             |    | 1º |    |    | 2º |    |
| CS Golden Spin |    |    |    | 1º |             |    |    |    |    |    |    |
| CS Nebelhorn Trophy |    |    | 2º |    |             | 1º |    |    |    |    |    |
| CS Nepela Trophy |    |    |    | 3º | 1º          |    |    |    |    |    |    |
| CS U.S. Classic |    |    |    |    |             |    |    | 2º |    |    |    |
| CS Warsaw Cup |    |    |    |    |             |    |    |    |    | 1º |    |
| Universiadi |    | 2º |    |    |             |    |    |    |    |    |    |
| Challenge Cup |    |    |    |    |             |    |    |    | 1º |    |    |
| Cranberry Cup |    |    |    |    |             |    |    |    |    | 1º |    |
| NRW Trophy | 4º |    |    |    |             |    |    |    |    |    |    |
| Warsaw Cup | 1º |    |    |    |             |    |    |    |    |    |    |
| Internazionali: categoria Junior |    |    |    |    |             |    |    |    |    |    |    |
| Campionati mondiali | 5º | 2º |    |    |             |    |    |    |    |    |    |
| JGP Finale |    | 4º |    |    |             |    |    |    |    |    |    |
| JGP Croazia | 5º |    |    |    |             |    |    |    |    |    |    |
| JGP Estonia |    | 3º |    |    |             |    |    |    |    |    |    |
| JGP Lettonia |    | 2º |    |    |             |    |    |    |    |    |    |
| Nazionali |    |    |    |    |             |    |    |    |    |    |    |
| Campionati russi | 5º | 8º | 2º | 3º | 2º          | 1º | 1º | 2º | 1º | 3º | 3º |
| Eventi a squadre |    |    |    |    |             |    |    |    |    |    |    |
| Giochi olimpici invernali |    |    |    |    |             | 1º |    |    |    |    |    |
| World Team Trophy |    |    |    |    | 2º S (2º P) |    |    |    |    |    |    |
| CS = Challenger Series; GP = Grand Prix; JGP = Junior Grand Prix; R = Ritirati; C = Evento cancellato; S = risultato della squadra; P = risultato personale |    |    |    |    |             |    |    |    |    |    |    |

### Con Krutskikh
| Risultati      | Risultati      |
| Internazionali | Internazionali |
| Evento         | 2011–12        |
| -------------- | -------------- |
| JGP Estonia    | 8º             |
| JGP Lettonia   | 6º             |
| Warsaw Cup     | 2º             |